# Hörfunk in den Vereinigten Staaten
Der Hörfunk in den Vereinigten Staaten gliedert sich in eine diverse Radiolandschaft mit über 14.000 lizenzierten Radiostationen.

## Hörfunklandschaft
Rundfunk in den USA unterscheidet sich stark von der Hörfunklandschaft anderer Kontinente. In den Ballungsräumen senden sehr viele verschiedene Sender auf dem UKW Frequenzband, wobei jedes Programm meist auf nur einer Frequenz ausgestrahlt wird. Die Programme unterscheiden sich stark im „Format“, d. h. ihrer vorherrschend gesendeten Musikrichtung bzw. in der Programmgestaltung. Die meisten Hörfunkstationen in den USA sind kommerziell und finanzieren sich über Werbung. Werbung belegt bei vielen Stationen mit Musikformat bis zu 15 Minuten, bei Talkstationen sogar mehr als 20 Minuten pro Stunde Sendezeit.
Parallel zum kommerziellen Radio senden in den USA wesentlich mehr unterschiedliche nichtkommerzielle Sender, als dies zum Beispiel in Österreich, Deutschland und der Schweiz der Fall ist. Diese Public Radios haben eine eigene Geschichte in den USA und die meisten dieser Stationen tauschen Sendungen unter dem Dach des National Public Radio aus.

## Lizenzierung
In der US-Radiolandschaft ist bis heute der Ursprung des Radios stark sichtbar; Radiostationen werden als Funkstationen mit einer zugewiesenen, festen Frequenz betrachtet und so behandelt. Für diese Frequenz wird ein Rufzeichen erteilt, an das die Sendebedingungen wie die maximale Sendeleistung, Tag- und Nacht-Regelungen, Abstrahlcharakteristik und anderes gebunden sind. Gleiches gilt für TV-Stationen. Welches Programm die Stationen senden, interessiert die Federal Communications Commission (FCC) nur geringfügig.
Die Bundesstaatliche Behörde Federal Communications Commission vergibt Lizenzen für Rundfunksender in den USA. Sie regelt nicht nur die Frequenzzuteilung und überwacht die Bedingungen der Ausstrahlung, sondern schreitet auch bei Verstößen gegen US-Reglements innerhalb des Programms ein. So wird in den USA die Verwendung der sogenannten Sieben F-Wörter, also vulgärer Ausdrücke verboten und penibel überwacht. Die FCC steht immer wieder in der Kritik, durch ihre Lizenzvergabe und Regelungen eine Art der Zensur auszuüben.
Die FCC teilte das UKW und Mittelwellenfrequenzband in Bereiche für spezifische Stationen ein. Zum Beginn des Mittelwellenspektrums sendet auf 530 kHz das Traffic Informations Radio entlang von Highways mit sehr geringer Leistung. Darüber kommen Bereiche für Clear-Channel-Stations mit Fenstern für regionale Radiostationen. Stationen östlich des Mississippi erhalten Rufzeichen beginnend mit W; westlich davon werden K-Rufzeichen erteilt. Diese eindeutige Regelung wird mittlerweile durch die gängige Praxis der Nutzung von digitalen HD-Radio-Kanälen etwas relativiert und weit entfernte Stationen sind als Simulcast regionaler Sender auf UKW zu empfangen.

## Medienkonzerne
Seit dem Beginn des Rundfunks in den USA spielen private Medienunternehmen eine bedeutende Rolle. Heute dominieren sie große Teile des Radiomarkts und sind wegen ihres politischen und wirtschaftlichen Einflusses umstritten. Die privatwirtschaftlich organisierten „Networks“ sind meist in mehreren Medien, wie Hörfunk, Fernsehen, teilweise im Tageszeitungs- und Magazinwesen wie auch bei Online-Angeboten vertreten. 1992 lockerte der US-Kongress die Regeln für den Besitz von Radiostationen geringfügig und erlaubte es Firmen, mehr als zwei Stationen pro Markt zu erwerben. Diese Änderung des Kartellrechts nahmen die Medienunternehmen auf und erwarben weitere Stationen. Lange existierende Networks wie das Mutual Broadcasting System und NBC Radio verschwanden in den 1980ern vom Markt; die Stationen wurden von den verblieben Konzernen übernommen.
Besonders die starken Clear-Channel-Station, die auf Mittelwelle immer in mehreren Bundesstaaten zu empfangen sind und meist ein Talkradio und News-Format senden, befinden sich heute fast ausnahmslos im Besitz eines der Medienunternehmen.
Das größte und mächtigste Unternehmen ist IHeartMedia aus San Antonio, Texas. 1972 von Lowry Mays gegründet, verfügt es nicht nur im Bereich der Hörfunk- und Fernsehübertragungen, sondern auch bei Konzertveranstaltungen und -Musikpromotionen und Außenwerbung über einen großen Einfluss. Der Hörfunktochter Clear Channel gehören über 850 Radiostationen und über 30 Fernsehsender; an der New Yorker Börse ist es unter dem Kürzel CCU gelistet. Das Unternehmen wird nach wie vor vom Firmengründer Lowry Mays und seinen beiden Söhnen Mark und Randall geführt. iHeart Media besitzt mittlerweile eine Reihe von starken Mittelwellensendern und weiteren alten US-Radiostationen. Dazu zählen WGY New York, WLW Cincinnati, WLAC Nashville, WLIT-FM Chicago, KWTX Waco, KFAB Ohama, KOA Denver, KEX Portland u. a.
Ein wichtiger Konkurrent ist Cumulus Media aus Atlanta, Georgia. Nach Angaben der iHeartMedia ist Cumulus der zweitgrößte Betreiber von UKW- und Mittelwellenstationen in den USA. Dem Unternehmen gehören rund 570 Radiosender unterschiedlichster Größe auf 150 Märkten (Stand: 2011). WABC New York ist die Flagship-Station von Cumulus Media. Daneben gehört der Firma auch WJR Detroit und eine Reihe weiterer Stationen.
Im Februar 2017 verkaufte der CBS-Konzern seine Radiosparte. Entercom und CBS Radio schlossen sich zusammen.
| Unternehmen                           | Jahresumsatz (Mio. US-Dollar) | Ausrichtung             | Radio- stationen | Radio- märkte | Fernseh- stationen |
| ------------------------------------- | ----------------------------- | ----------------------- | ---------------- | ------------- | ------------------ |
| Cox Media Group                       | 15.900                        | konservativ             | 086              | 010           | 015                |
| Cumulus Media                         | 01.026,0 (2013)               | neutral                 | 570              | 150           |                    |
| Entercom (inkl. ehemaliges CBS Radio) | 00.114,7 (2015)               |                         | 125              | 027           |                    |
| iHeartMedia                           | 06.318,0 (2014)               | neutral bis konservativ | 850              |               | 010                |
| Salem Media Group                     | 00.064,6 (2016)               | evangelikal-konservativ | 117              | 038           |                    |
| Sun Broadcast Group                   |                               |                         |                  |               |                    |

## National Public Radio

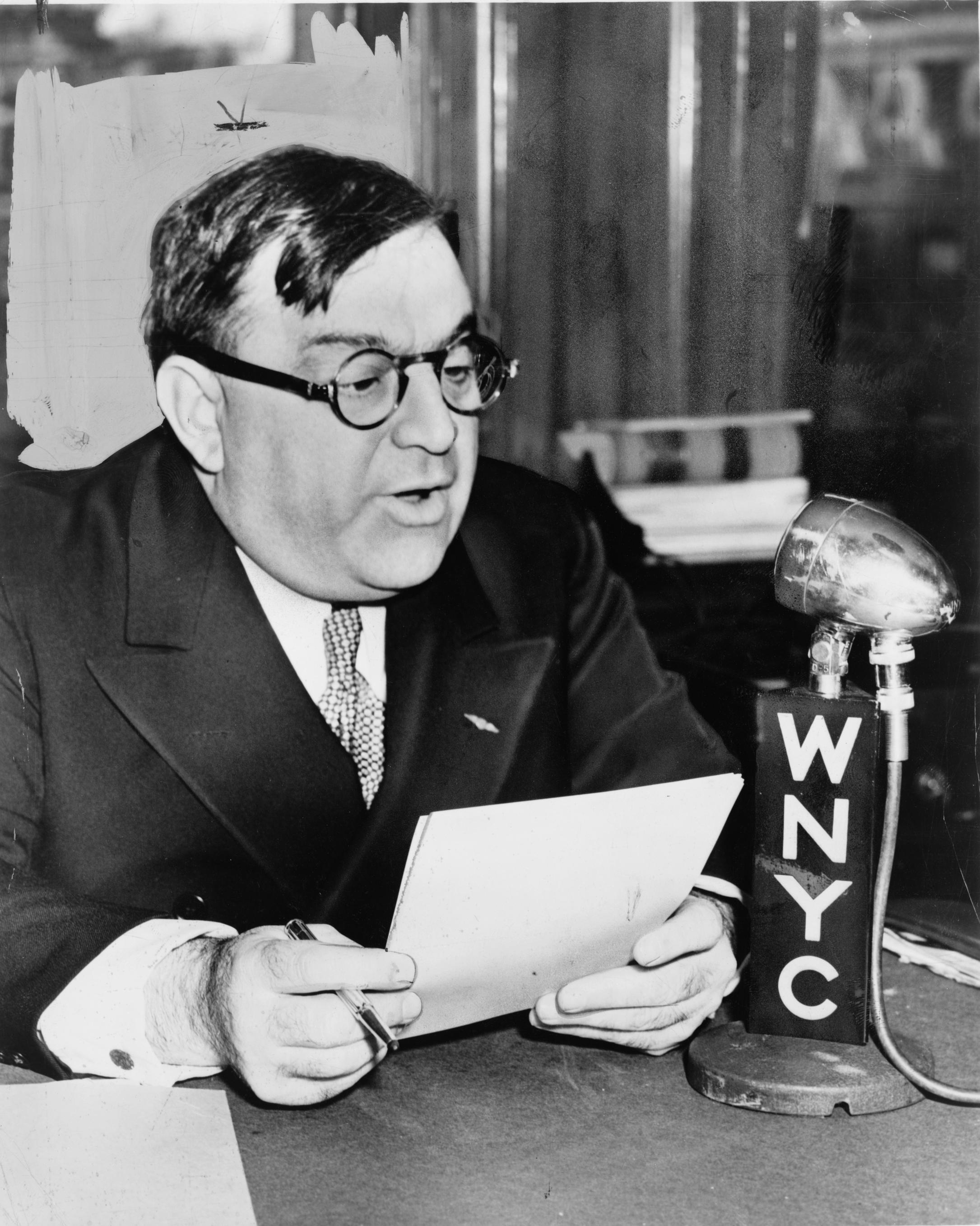
Bürgermeister Fiorello LaGuardia spricht auf WNYC (1940).

Das Public Radio hat in den Vereinigten Staaten eine lange Tradition; auch wenn der Beginn des Radiozeitalters von den kommerziellen Netzwerken bestimmt wurde. Das US-Public Radio ist nur bedingt mit dem öffentlich-rechtlichen Rundfunk in Deutschland vergleichbar.
In der Ära Franklin D. Roosevelts, in den 1930er Jahren, wurde deutlich, dass die Radio-Networks vor allem Unterhaltungs-Programme, lange Werbesendungen, viel Sport, Kriminalstorys und Gesellschaftsklatsch sendeten. Dies sollte durch Bildung, Kultur und Wissen ergänzt werden, forderte eine zunehmend breitere, gebildete Mittelschicht. Die aufkommende Bürgerrechtsbewegung nutzte ebenso die neuen, kostengünstigen, überall verfügbaren Möglichkeiten, die das Radio bot.
Zunächst entstanden College-Radios und lokale Kleinstsender als Public Radios. Sie bilden bis heute den Kern dessen, was erst 1967 mit dem Public Broadcasting Act, eine gesicherte rechtliche Form bekam. Der 36. US-Präsident Lyndon B. Johnson brachte das Gesetzeswerk auf den Weg, auf dessen Grundlage das heutige National Public Radio arbeitet. Christoph Leusch schrieb im Freitag „Die US-Radio- und Fernsehlandschaft wurde erst nachträglich und zögerlich ein bisschen öffentlich-rechtlich.“
Das National Public Radio entstand mit dem Public Broadcasting Act und ist seitdem die öffentliche Hörfunkanstalt der USA. Es erreicht jede Woche über sein Netzwerk an Stationen mindestens 35 Millionen US-Bürger. Vor allem junge und gebildete Amerikaner nutzen das Public Broadcasting Angebot intensiv. Chronisch unterfinanziert, erhält NPR 180 Millionen Dollar jährlich an staatlichen Zuschüssen. Seit seiner Entstehung wird das Public Radio von der privaten Medienindustrie und von konservativen Politikern kritisiert.
In den späten 1970er Jahren gab es in den USA ca. 300 NPR-Affiliated Radiostationen. Diese Zahl verdoppelte sich bis Ende der 1980er Jahre. Jedoch bediente NPR lange Zeit keine lokalen, kleinen UKW Stationen als zu marginal für eine nationale Berichterstattung. So waren viele kleine Stationen gezwungen, mit einem ehrenamtlichen Mitarbeiterstab ein „community-based“ Programm auf die Beine zu stellen.
Public-Radio Stationen gehören meist dem Verbund des „National Public Radio“ an. Teilweise werden sie von Universitäten betrieben. Stimmberechtigtes Mitglied der NPR-Familie kann werden, wer mindestens fünf Vollzeitmitarbeiter beschäftigt und für 18 Stunden am Tag ein Programm anbietet. Die FCC hält den Public-Radio Stationen auf UKW den Frequenzbereich von 88,1 bis 91,9 MHz offen; dort senden die meisten dieser Stationen.
In fast allen Bundesstaaten gibt es Public-Radio-Networks, die neben Hörfunk meist auch ein TV- und Online-Angebot produzieren.
Als einer der ersten Sender der USA ging WHA 1922 als Station der University of Wisconsin in Madison, Wisconsin auf Sendung. Die Station des Wisconsin Public Radio sendet seitdem bis heute. WNYC nahm zwei Jahre später in New York City am 8. Juli 1924 den Betrieb auf und ist bis heute einer der bekanntesten Sender des Landes. Bereits 1943 startete WNYC mittels seiner Station WNYC-FM mit der Ausstrahlung auf Ultrakurzwelle (UKW).

## Politische Meinungsbildung im US-Radio
Die Journalistin Mara Birbach sieht den Ursprung einer teilweise rechtspopulistisch geprägten Berichterstattung in den USA nicht im Fernsehen, sondern im Radio. Bis 1987 waren amerikanische Radiosender verpflichtet, eine ausgeglichene politische Berichterstattung anzubieten. Trat beispielsweise der Moderator einer Sendung für einen konservativen Standpunkt ein, musste in derselben oder einer darauffolgenden Sendung ein progressiver Standpunkt vertreten werden. Dies war in der „Fairness Doctrine“, einer Vorschrift aus dem Jahr 1949 festgelegt. Sie wurde unter Präsident Reagan abgeschafft.
Damit etablierten sich zum Beispiel Sendungen wie „The Rush Limbaugh Show“. Sie war eines der ersten landesweit ausgestrahlten Programme ihrer Art und ein Überraschungserfolg des Formates. Es folgten viele Nachahmer. Einer der Erfolgreichsten ist Sean Hannity. Er gehört seit 1996 zum festen Personal des konservativen TV-Senders Fox News.
Seit entsprechenden Gesetzesänderungen Mitte der 1990er Jahre, verschwanden zunehmend kleine, lokale Sender und große Medienkonzerne wurden gestärkt. Der größte amerikanische Distributionsdienst Premiere Networks (eine Ausgründung von iHeartMedia) ist heute die Radioheimat von Rush Limbaugh und Sean Hannity.
Mehrere Versuche, linksgerichtetes Talk Radio als politisches Gegengewicht zu etablieren, blieben langfristig erfolglos. Sie scheiterten meist an niedrigen Hörerzahlen und damit niedrigen Werbeeinnahmen. Air America war das erfolgreichste liberale Radionetwork in den USA und wurde im Vorfeld der Präsidentschaftswahlen von 2004 gegründet. Bis zu seiner Auflösung 2010 setzte das Air America einen Gegenpol zu den vielen konservativen Talk-Sendungen und versorgte über 100 Sender im ganzen Land.
Auch erzkonservative, verschwörungstheoretische und rechtsextreme Programmproduzenten schaffen es mittels der Syndication US-weit Hörer zu erreichen. Am erfolgreichsten ist hierbei das Genesis Communications Network des konservativen Aktivisten Ted Anderson. Daneben existieren das Republican Radio Network (RBN) aus Texas, welches sich als „truth radio station“ bezeichnet und eine Reihe weiterer Programmproduzenten.

## Geschichte

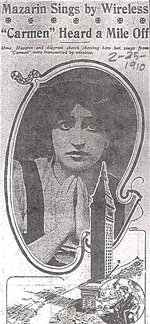
1910 New York Times. Werbung für drahtlosen Hörfunk

Als das Goldene Zeitalter des Radio (Golden Age of Radio) wird in den Vereinigten Staaten häufig der Zeitraum zwischen den ersten Radioausstrahlungen in den 1920er Jahren bis in die 1950er Jahre bezeichnet, als das Fernsehen das Radio als Leitmedium ablöste. Laut einer Studie von C. E. Hooper aus dem Jahr 1947 waren 82 von 100 Amerikanern aktive Radiohörer.
Die Anfänge des Hörfunks in den USA sind eng mit dem Erfinder und Radiopionier Edwin Howard Armstrong verknüpft. Astrong war während des Ersten Weltkriegs bei einer Nachrichten-Einheit eingesetzt und studierte nach dem Krieg an der New Yorker Columbia-Universität Elektroingenieurwesen. 1919 entwickelte er den Überlagerungsempfängers und 1920 die Pendelrückkopplung. Diese Erfindungen gaben der wachsenden Community von Kurzwellen-Rundfunkamateuren Auftrieb und in den folgenden Jahren nahm der Funkverkehr in den USA deutlich zu.
In den 1920er Jahren wurden viele technische Entwicklungen in konkrete Ausstrahlungen umgesetzt. Der Übergang von Sendungen von Funkamateuren zum Rundfunk war vielerorts fließend. Der Rundfunkpionier Frank Conrad (1874–1941) spielte beim Aufbau der ersten Station mit dem Rundfunkdienst KDKA eine wichtige Rolle.

### KDKA – die erste Radiostation der Welt
“This is KDKA, of the Westinghouse Electric and Manufacturing Company, in East Pittsburgh, Pennsylvania. We shall now broadcast the election returns.”

Am 2. November 1920 ging mit KDKA die erste registrierte Rundfunkstation der USA auf Sendung. Die in Pittsburgh, Pennsylvania lizenzierte Station war der erste kommerzielle regelmäßig arbeitende Rundfunksender der Welt. KDKA übertrug als erstes die Wahlergebnisse der Präsidentschaftswahl in den Vereinigten Staaten 1920, bei denen der Republikaner Warren G. Harding zum Präsidenten der USA gewählt wurde. Dies war auch die erste Wahl, bei der das Frauenwahlrecht angewandt wurde.
Die erste Konzertübertragung fand im April 1920 in San Francisco statt. Aus dem dortigen Theater wurde ein einstündiges Konzert des California Theatre Orchestra gesendet. Im gleichen Jahr wurden am 20. August 1920 von der Rundfunkstation 8MK in Detroit, Michigan die ersten Rundfunknachrichten ausgestrahlt. Sie bestanden aus Agenturmeldungen und waren von der Zeitung Detroit News zur Verfügung gestellt worden.
Auf dem alten Kontinent startete am 1. September 1922 der erste Radiosender der Sowjetunion namens „Komintern“. Am selben Tag wurde in Deutschland über den Langwellensender Königs Wusterhausen der Wirtschaftsrundspruchdienst als erster regelmäßiger und gebührenpflichtiger Rundfunkdienst ausgestrahlt. Empfangen durfte die Sendung im Deutschen Reich nur, wer ein posteigenes, plombiertes Mietgerät der Reichspost besaß. Erst 1923 wurde in Deutschland das Empfangsverbot für Privatpersonen aufgehoben. Solcherlei Regelung waren in den USA unbekannt.

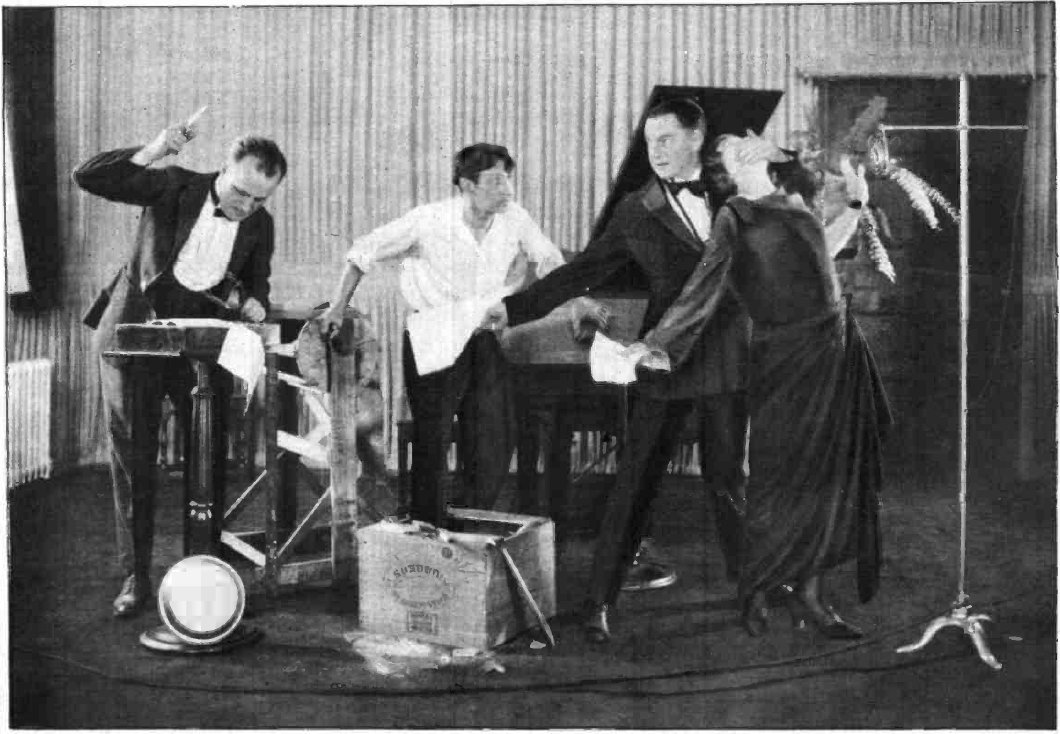
Hörspielproduktion von The Great Divide bei WGY 1923

Ab 1922 boomte der Radiomarkt in den USA – eine Reihe von Radiostationen wurden lizenziert. Gesendet wurde ausschließlich im Mittelwellenbereich in Amplitudenmodulation (AM). Die Anzahl der produzierten Rundfunkempfänger stieg von 1922 bis 1923 von 100.000 auf über 500.000. Die Anzahl von Rundfunkstationen betrug 1922 noch 30 und ein Jahr später 556.
Die erste Rundfunkwerbung wurde am 28. August 1922 von der WEAF New York, ausgestrahlt und dauerte zehn Minuten. Auftraggeber war die Queensboro Corporation, die ein Appartementhaus in Jackson Heights (N.Y.) bewarb.
Ted Husing von der Columbia Broadcasting System Inc. (CBS) in New York berichtete am 27. Juni 1932, was die demokratischen Delegierten bei ihrer Convention angaben und wen sie zum Präsidentschaftskandidaten nominieren wollten. Dieser Bericht über die Nominierungsaussichten Franklin D. Roosevelts als Präsidentschaftskandidat gilt als die erste Meinungsumfrage im Rundfunk.

### Reglementierung des Hörfunks

Logo der Federal Radio Commission

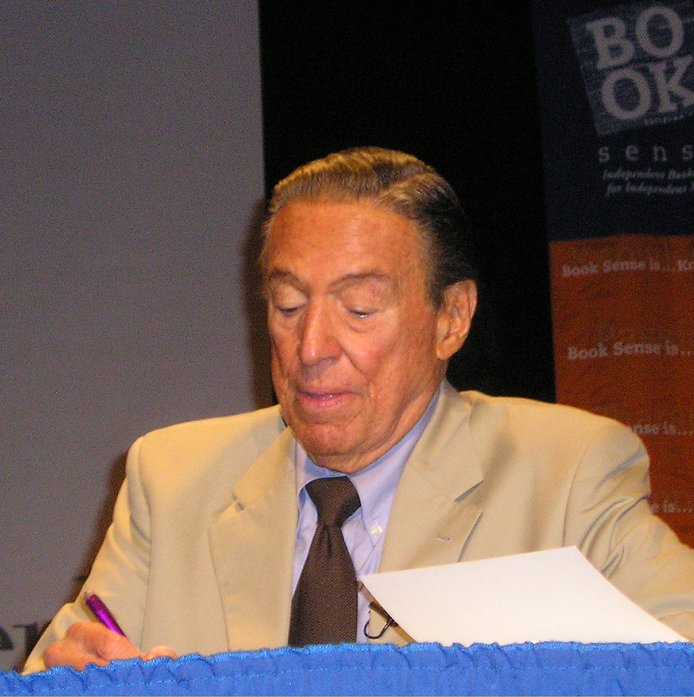
Mike Wallace war einer der bekanntesten Moderatoren in den 1940er Jahren und moderierte beim ABC-Flaggship WXYZ in Detroit (heute CBS).

1927 tagte die erste Internationale Rundfunkkonferenz in Washington. Dabei wurden viele Regelungen aus den USA von den Mitgliedern weltweit übernommen. Bei der Konferenz wurden auf Kurzwelle die 6 Rundfunkbänder bestimmt: 14 m, 17 m, 19 m, 25 m, 31 m, 49 m. In den USA wurde von Anfang an eine restriktivere Frequenzpolitik als in Europa verfolgt. Die Grundlagen für die heutige Frequenzzuweisung wurden 1928 geschaffen.
1928 wurden die Leistungen der Sender jeweils so aufeinander abgestimmt, dass eine möglichst große Reichweite aller Sender gewährleistet werden konnte. Bereits 1933 wurde durch die FCC ein Leistungslimit von 50 kW auf Mittelwelle festgelegt, das bis heute Gültigkeit besitzt. De facto wird die Leistung von vielen Stationen mit aufwändigen Richtantennen gepusht. Jedoch gab es 1933 Bestrebungen, dieses Limit aufzuheben und 13 Stationen trafen technische Vorbereitungen für Sendungen mittels höherer Leistungen. Von den Stationen WLW „Nation’s Station“ in Cincinnati (1934 bis 1939) und KDKA (damals unter W8XAR) in Pittsburg (1936 bis 1938) ist bekannt, dass sie tatsächlich mit 500 kW sendeten. Da diese Sendeleistung zu erheblichen Störungen schwächerer Stationen auf den Nachbarkanälen führte, blieb das 50 kW-Limit bis heute erhalten. Dies führte zu den sogenannten Border Blasters, Sender die mit bis zu 500 kW legal und ohne inhaltliche Beschränkungen aus Mexiko an der Grenze zu den USA in englischer Sprache sendeten. Als Auslandssender waren sie für die Hörer daran erkennbar, dass die Rufzeichen wie bei allen mexikanischen Sendern stets mit einem X beginnen.
Das Frequenzband der Mittelwelle war zuletzt 1940 auf die Obergrenze von 1600 kHz ausgedehnt worden, 1997 kam es zu einer Erweiterung des Mittelwellenbandes bis auf 1700 kHz. Diese Regelung gilt nur in Nordamerika (USA, Kanada und Mexiko).

### Radio Networks
Mit dem Beginn der regelmäßigen Rundfunkausstrahlungen bildeten sich Networks, wie es sie schon bei Tageszeitungen gab. Die Networks hatten ihre Hochzeit bis zum Aufkommen des Fernsehen. Die wichtigsten Networks waren beziehungsweise sind:
- die National Broadcasting Company (NBC), aufgebaut von der Radio Corporation of America (RCA), seit 1926 bis heute
- Columbia Broadcasting System (CBS), 1927
- Mutual Broadcasting System, wurde von vier Stationen aufgebaut, 1934
- American Broadcasting Company (ABC), resultierte aus einem „Anti-Monopol“ Zwangsverkauf des NBC Blue Network Division, 1945

### Entwicklung des UKW-Rundfunks
Am 5. November 1935 präsentierte Armstrong vor dem Institute of Radio Engineers in New York seine Arbeit: A Method of Reducing Disturbances in Radio Signaling by a System of Frequency Modulation. Obwohl die Präsentation mit Hilfe der Amateurstation W2AG in Yonkers erfolgreich war, hielt sich die Skepsis bei vielen Technikern und bei der FCC wurde das FM-System von als technisch zu aufwendig und unrealisierbar angesehen. Dennoch erteilte die FCC zu Beginn des Jahres 1936 den ersten 12 Stationen eine Apex-Lizenz. Sie durften auf Frequenzen über 25 MHz Programme in AM auf experimenteller Basis senden. Ziel war es, Übertragungsmöglichkeiten für Lokalstationen in einem weniger störanfälligen Frequenzband zu schaffen.
Erst in den späten 1940er-Jahren entstanden tatsächlich zahlreiche UKW-Radiostationen, die durch die Frequenzmodulation (FM) eine deutlich bessere Empfangsqualität boten. Mit den UKW-Sendern war auch eine stereophone Übertragung möglich geworden. Sie wurden 1961 eingeführt. 1963 sendeten bereits etwa 250 Stationen ihr Programm ganz oder teilweise in Stereo. Jedoch verblieben bis heute die traditionellen und populären Radiostationen im Mittelwellenbereich. Auch deshalb setzte sich erst in den 1970er-Jahren der FM-Rundfunk gegenüber dem AM-Rundfunk durch. Einige Stationen gingen dazu über, mit zwei Rufzeichen das gleiche Programm auf AM und FM zu senden.
Heute senden ca. zwei Drittel aller US-Radiostationen im UKW-Bereich und erreichen damit etwa 80 % der Gesamthörerschaft.

### Stereo auf Mittelwelle

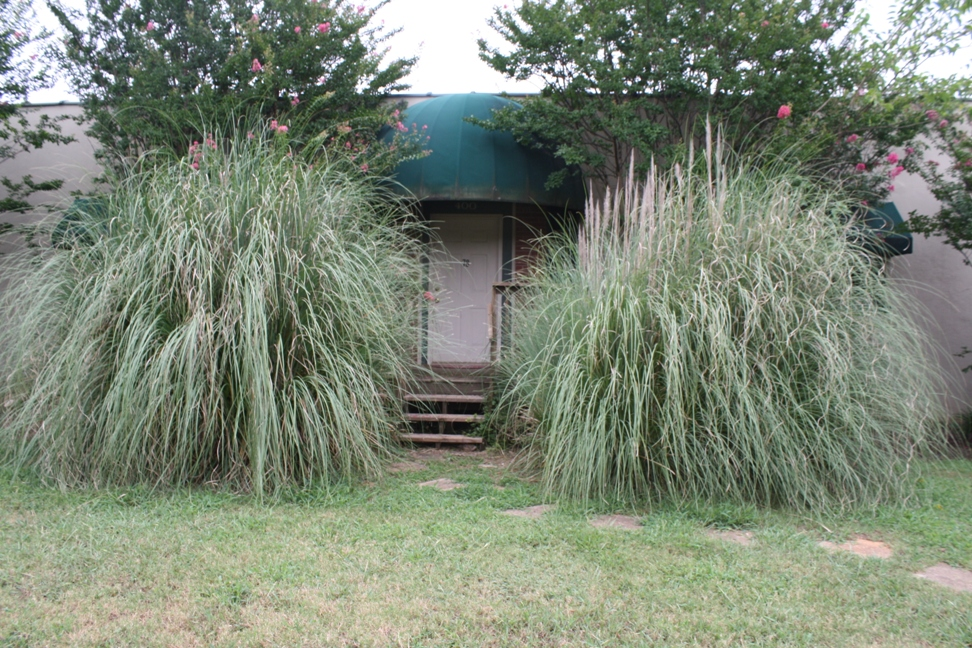
WPCI-Studio in der Mayberry Road, Greenville, South Carolina. Der Sender sendet in AM-Stereo (Bild: 2010).

Verschiedene Hersteller experimentierten damit, die Amplituden Modellierten Mittelwellenausstrahlungen auch mit einem Stereo-Modus zu versehen. Motorola stellte das C-QUAM-Verfahren vor und ab 1984 bauten amerikanische Autohersteller wie General Motors, Ford, Chrysler und eine Reihe von Import-Autohersteller C-QUAM-AM-Stereoempfängern in ihre Wagen ein. 1985 begann offiziell der AM-Stereorundfunk in Australien – im C-QUAM-Standard. Zwei Jahre später übernahmen Kanada und Mexiko C-QUAM als Norm für AM-Stereo. Dem folgte 1992 Japan. In den USA verlief die Einführung schleppend. Einen neuen Schub erlebte die Technik ab 2006, als mit der laufenden Digitalisierung in HD-Radio Empfänger auch die C-QUAM-Decodierung implementiert wurde.
Heute senden über 80 Mittelwellenstationen in AM-Stereo (Stand: 2016).

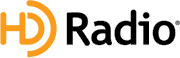
HD-Radio-Logo

### Die Digitalisierung in den 1990er Jahren
Zur Verbesserung der Audioqualität wird seit Mitte der 1990er Jahre mit digitalen Betriebsmodi experimentiert.
Offiziell wird in den USA seit 2004 auf der Mittelwelle auch in einer digitalen Betriebsart gesendet. In den USA entschied sich die Fernmeldebehörde für den DAB-IBOC-Standard (Digital Audio Broadcasting-In Band On Channel), bei dem das digitale Signal in Form von erweiterten Seitenbändern dem bestehenden analogen AM-Signal angefügt wird. Wegen der damit verbundenen größeren Bandbreite der Ausstrahlung ergeben sich aber erhebliche Störungen der Nachbarkanäle, weswegen die digitalen Seitenbänder bei Einführung nachts abgeschaltet werden mussten. Seit 2007 besteht diese Beschränkung nicht mehr.
Seit 2013 promotet die HD Digital Radio Alliance, ein Konsortium der Radiokonzerne ABC, CBS und iHeartMedia die Parallelausstrahlung von weiteren Kanälen (HD2, HD3 etc.). Auf HD1 wird meist das reguläre UKW bzw. MW-Programm ausgestrahlt, während viele auf dem Subkanal 2, 3 oder gar 4 weitere Programme mit anderen Musik-Genres ausstrahlen.
Eine Stationen sind auch dazu übergegangen ihre lokalen AM und Low-Power UKW-Programme auf den HD-Kanälen ihrer Schwesterstationen zu senden: KMBZ-FM in Kansas City simulcasted 610 KCSP's Programm auf 96.5-HD2. KBCO in Boulder, Colorado nutzt seinen HD2 Kanal um exklusive Aufnahmen des eigenen Aufnahme-Studios auszustrahlen. CBS Radio verfolgt Pläne, seine populären Flaggship-Stationen mittels HD2 und HD3 in entfernte Märkte einzuführen (KROQ-FM in New York City, WFAN in Florida und KFRG und KSCF in Los Angeles).

### Deregulierung
Ab den 2000er Jahren wurde der Rundfunkmarkt durch die FCC dereguliert. Seitdem ist es möglich, dass einzelne Konzerne eine Reihe von Sendern in einem Radiomarkt besitzen. Mit der Wahl Donald Trumps rückte der Jurist Ajit Pai für die Republikaner als Commissioner in die FCC-Comission nach. Pai vertritt neben einer ablehnenden Haltung zur FCC-Net Neutrality auch eine wirtschaftsorientierte Auffassung der Hörfunklandschaft.